# Pan-Pacifische kampioenschappen zwemmen 2006
De Pan-Pacifische kampioenschappen zwemmen 2006 werden gehouden in Victoria, Canada. Het evenement vond voor de tiende keer plaats, van 17 augustus tot 20 augustus. Deze editie was niet een van de allersnelste, omdat de nieuw-ingevoerde regel zegt dat er per finale niet meer dan twee personen uiteenzelfde land mogen deelnemen.

## Podia

### Mannen
| Onderdeel            | Goud                                                                      | Goud       | Zilver                                                            | Zilver     | Brons                                                                  | Brons      |
| -------------------- | ------------------------------------------------------------------------- | ---------- | ----------------------------------------------------------------- | ---------- | ---------------------------------------------------------------------- | ---------- |
| Vrije slag           |                                                                           |            |                                                                   |            |                                                                        |            |
| 50 m                 | Cullen Jones Verenigde Staten                                             | 21,84 CR   | Roland Mark Schoeman Zuid-Afrika                                  | 22,12      | Brent Hayden Canada                                                    | 22,22      |
| 100 m                | Brent Hayden Canada                                                       | 48,59      | Jason Lezak Verenigde Staten                                      | 48,76      | Eamon Sullivan Australië Roland Mark Schoeman Zuid-Afrika              | 49,09      |
| 200 m                | Klete Keller Verenigde Staten                                             | 1.46,20    | Park Tae-Hwan Zuid-Korea                                          | 1.47,51    | Zhang Lin China                                                        | 1.47,59    |
| 400 m                | Park Tae-Hwan Zuid-Korea                                                  | 3.45,72    | Zhang Lin China                                                   | 3.47,07    | Klete Keller Verenigde Staten                                          | 3.47,17    |
| 800 m                | Andrew Hurd Canada                                                        | 7.55,88    | Troyden Prinsloo Zuid-Afrika                                      | 7.56,82    | Ryan Cochrane Canada                                                   | 7.58,32    |
| 1500 m               | Park Tae-Hwan Zuid-Korea                                                  | 15.06,11   | Erik Vendt Verenigde Staten                                       | 15.07,17   | Takeshi Matsuda Japan                                                  | 15.08,97   |
| Rugslag              |                                                                           |            |                                                                   |            |                                                                        |            |
| 100 m                | Aaron Peirsol Verenigde Staten                                            | 53,32 CR   | Ryan Lochte Verenigde Staten                                      | 54,02      | Tomomi Morita Japan                                                    | 54,38      |
| 200 m                | Aaron Peirsol Verenigde Staten                                            | 1.54,44 WR | Michael Phelps Verenigde Staten                                   | 1.56,81    | Tomomi Morita Japan                                                    | 1.58,53    |
| Schoolslag           |                                                                           |            |                                                                   |            |                                                                        |            |
| 100 m                | Brendan Hansen Verenigde Staten                                           | 59,90 CR   | Brenton Rickard Australië                                         | 1.00,39    | Kosuke Kitajima Japan                                                  | 1.00,90    |
| 200 m                | Brendan Hansen Verenigde Staten                                           | 2.08,50 WR | Kosuke Kitajima Japan                                             | 2.10,87    | Scott Usher Verenigde Staten                                           | 2.11,49    |
| Vlinderslag          |                                                                           |            |                                                                   |            |                                                                        |            |
| 100 m                | Ian Crocker Verenigde Staten                                              | 51,47 CR   | Ryo Takayasu Japan                                                | 52,59      | Takashi Yamamoto Japan                                                 | 52,71      |
| 200 m                | Michael Phelps Verenigde Staten                                           | 1.53,80 WR | Ryuichi Shibata Japan                                             | 1.55,82    | Takeshi Matsuda Japan                                                  | 1.56,20    |
| Wisselslag           |                                                                           |            |                                                                   |            |                                                                        |            |
| 200 m                | Michael Phelps Verenigde Staten                                           | 1.55,82 WR | Ryan Lochte Verenigde Staten                                      | 1.56,11    | Ken Takakuwa Japan                                                     | 1.59,81    |
| 400 m                | Michael Phelps Verenigde Staten                                           | 4.10,47 WR | Robert Margalis Verenigde Staten                                  | 4.13,85    | Thiago Pereira Brazilië                                                | 4.18,44    |
| Vrije slag estafette |                                                                           |            |                                                                   |            |                                                                        |            |
| 4×100 m              | Verenigde Staten Michael Phelps Neil Walker Cullen Jones Jason Lezak      | 3.12,46 WR | Canada Rick Say Brent Hayden Colin Russell Matt Rose              | 3.16,20    | Australië Eamon Sullivan Andrew Mewing Leith Brodie Kenrick Monk       | 3.16,42    |
| 4×200 m              | Verenigde Staten Michael Phelps Ryan Lochte Peter Vanderkaay Klete Keller | 7.05,28 CR | Canada Brian Johns Andrew Hurd Brent Hayden Colin Russell         | 7.12,39    | Australië Leith Brodie Andrew Mewing Nicholas Ffrost Kenrick Monk      | 7.17,21    |
| Wisselslag estafette |                                                                           |            |                                                                   |            |                                                                        |            |
| 4×100 m              | Verenigde Staten Aaron Peirsol Brendan Hansen Ian Crocker Jason Lezak     | 3.31,79 WR | Japan Tomomi Morita Kosuke Kitajima Ryo Takayasu Takamitsu Kojima | 3.35,70    | Australië Matt Welsh Brenton Rickard Andrew Lauterstein Eamon Sullivan | 3.36.15    |
| Open Water           |                                                                           |            |                                                                   |            |                                                                        |            |
| 10 km                | Chip Peterson Verenigde Staten                                            | 1:54.26,68 | Fran Crippen Verenigde Staten                                     | 1:54.50,46 | Travis Nederpelt Australië                                             | 1:55.16,89 |

## Medaillespiegel
| Plaats | Land             | Goud | Zilver | Brons | Totaal |
| 1      | Verenigde Staten | 26   | 18     | 4     | 48     |
| 2      | Japan            | 3    | 8      | 13    | 24     |
| 3      | Australië        | 2    | 3      | 12    | 17     |
| 4      | Canada           | 2    | 3      | 3     | 8      |
| 5      | Zuid-Korea       | 2    | 1      | 1     | 4      |
| 6      | Zuid-Afrika      | 1    | 2      | 1     | 4      |
| 7      | China            | 0    | 1      | 1     | 2      |
| 8      | Brazilië         | 0    | 0      | 2     | 2      |
| Totaal | Totaal           | 36   | 36     | 37    | 109    |